# Райхертсхайм
Райхертсхайм (нем. Reichertsheim) — община в Германии, в земле Бавария.
Подчиняется административному округу Верхняя Бавария. Входит в состав района Мюльдорф-на-Инне. Население составляет 1666 человек (на 31 декабря 2010 года). Занимает площадь 31,38 км².